# Heloísa de Argenteuil
Heloísa de Argenteuil ou Heloísa de Paráclito (ou Helöise, Heloíse, Héloyse, Hélose, Heloisa, Helouisa, Eloise, Aloysia; ca., 1090 — 16 de maio de 1164) foi uma freira, escritora, erudita e abadessa francesa, foi uma importante intelectual que veio a tornar-se religiosa entre os séculos XI e XII.

## Biografia

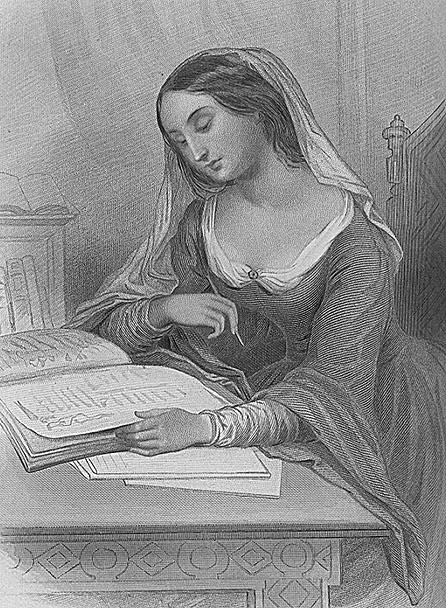
Retrato de Heloísa, século XIX

Heloísa mais conhecida por seu amor e correspondências com o filósofo Pedro Abelardo, com quem dividiu sua vida pública, o que fez com que ela entrasse para a história mais como mulher e amante que como intelectual. Aos 17 anos de idade, Heloísa de Argenteuil foi a Paris para estudar, sob os cuidados de seu tio, o cônego Fulbert, vigário geral da Catedral de Notre-Dame. Três anos depois, foi confiada a Pedro Abelardo, que era vinte anos mais velho, como seu preceptor. A relação entre ambos se transformou em um relacionamento, que resultaria em grande tragédia. Ao descobrir o romance secreto entre ambos, o tio da escritora, o cônego Fulbert, que havia planejado o casamento da sobrinha com um jovem nobre, tentou separá-los, mas os dois continuaram o romance secreto, chegando a se casarem às escondidas, e, pouco tempo depois, a terem um filho – Astrolábio. Heloísa foi expulsa de casa quando seu tio descobriu sobre seu casamento, o que a fez passar a viver em um convento de Pallet, na Bretanha, sob os cuidados da cunhada, onde veio a ter o filho. Além disso, Fulbert mandou castrar Abelardo que, revoltado e com sentimento de culpa, passou a interpretar a tragédia como um castigo divino, por ele ter quebrado o pacto com Deus, uma vez que, segundo a tradição, ser filósofo era um dom divino, que exigia, da parte do filósofo, o celibato.
Ela era brilhante estudiosa de latim, grego e hebraico, e tinha uma reputação de inteligência e perspicácia. Abelardo escreve que ela era nominatissima, "muito conhecida" por seu dom da escrita e leitura. Parece que era de uma classe social mais baixa que a de Abelardo, que era originalmente da nobreza, embora ele tivesse rejeitado fidalguia para ser um filósofo. O que se sabe é que ela era a funcionária de um tio, um cônego em Paris chamado Fulbert. Em algum momento de sua vida, provavelmente já adolescente, ela se tornou aluna de Pedro Abelardo, que foi um dos mais populares professores e filósofos, em Paris. Heloísa era filha da escandalosa união de Hersint de Champagne Senhora de Montsoreau (fundadora da abadia de Fontevraud) com o senescal da França Gilbert de Garlande
Nos seus escritos, Abelardo narra a história da sedução de Heloísa e sua posterior relação ilícita, que continuou até Heloísa ter um filho, a quem Heloísa chamou Astrolabius (Astrolábio). Abelardo casou-se secretamente com Heloísa. Eles esconderam esse fato, a fim de não prejudicar a carreira de Abelardo.
A opinião aceita é que Fulbert, em sua ira, puniu Abelardo atacando-o enquanto dormia e castrando-o. Uma visão alternativa é que Fulbert divulgou o segredo do casamento e sua família procurou vingança, ordenando a castração de Abelardo. Após a castração, Abelardo tornou-se monge. No convento de Argenteuil, Heloísa tomou o hábito e tornou-se abadessa.
Embora não tenha deixado nenhuma obra, exceto as Cartas escritas ao seu amante, dentre as quais existem algumas traduções no Brasil, Heloísa de Argenteuil aparece na história como uma mulher culta, capaz de discutir com os peritos, dentre os quais Abelardo, na arte da lógica e da dialética. Ela que dominava muito bem o latim, além ter um bom conhecimento das línguas grega e hebraica, qualidades que a tornaram famosa entre os parisienses, que lhe deram o título pomposo de “nominatíssima”, conforme atesta em carta Pedro, o Venerável, abade do mosteiro de Cluny.

## Correspondências

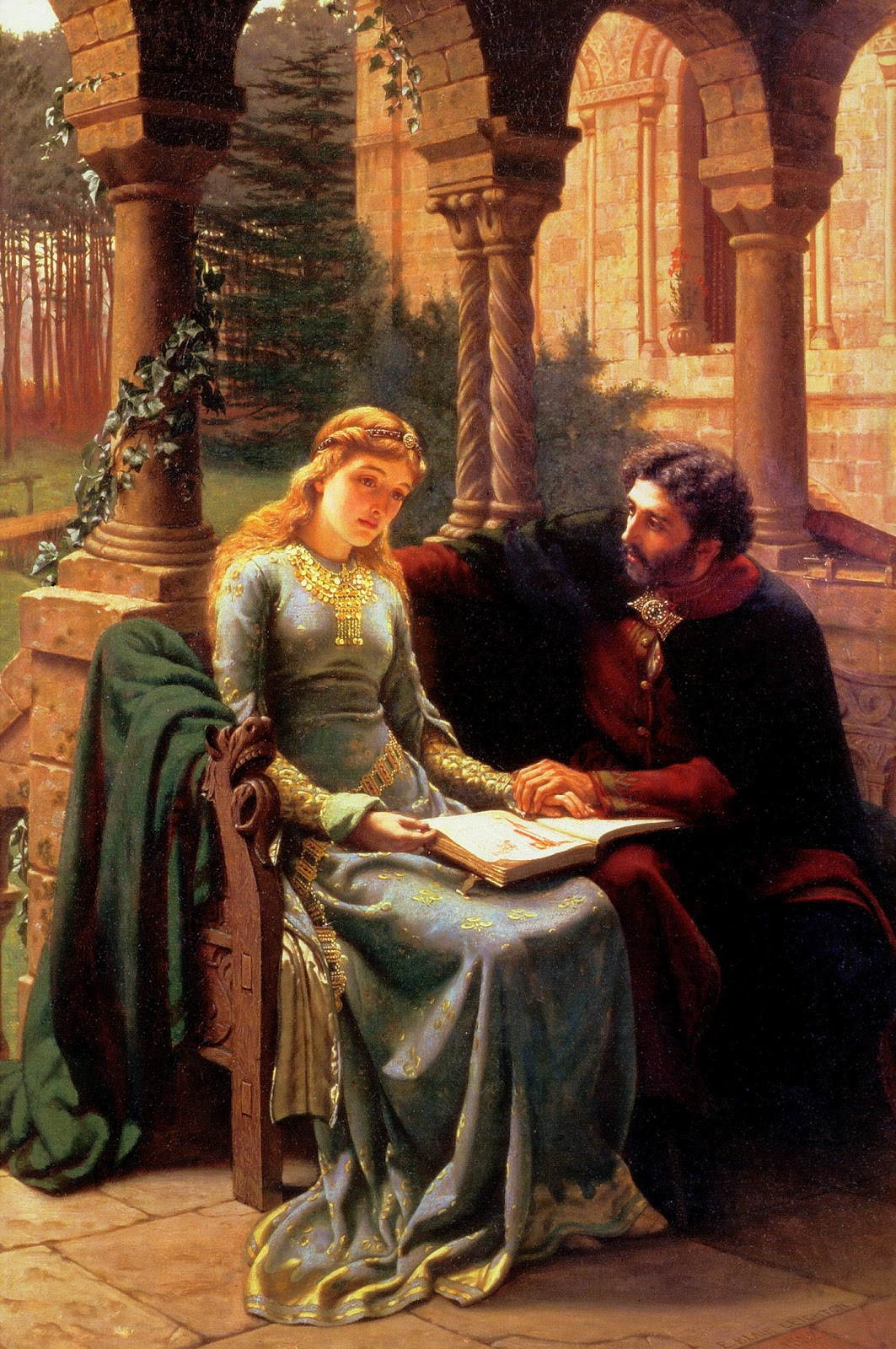
Abelardo e a sua pupila Heloísa

Na época do convento, começou a correspondência entre os dois ex-amantes. Após ter deixado a Abadia do Paracleto, Abelardo fugiu das perseguições, e escreveu sua Historia Calamitatum, explicando suas tribulações, tanto em sua juventude como um filósofo e, posteriormente, como simples monge.  Heloísa respondeu, tanto em nome da Paraclete e dela mesma.  Nas cartas que se seguiram, Heloísa manifestou consternação pelos problemas enfrentados por Abelardo.
Assim começou uma correspondência apaixonada e erudita. Heloísa incentivava Abelardo em sua obra filosófica e ele dedicou a sua profissão de fé a ela. Em um ponto, ela diz a ele para compartilhar cada detalhe de sua vida e para não protegê-la de aborrecimento.
O Problemata Heloissae (Heloise de Problemas) é uma coleção de 42 perguntas teológicas dirigidas de Heloísa a Abelardo no tempo em que ela era abadessa em Paraclete, e suas respostas a elas.

## Túmulo

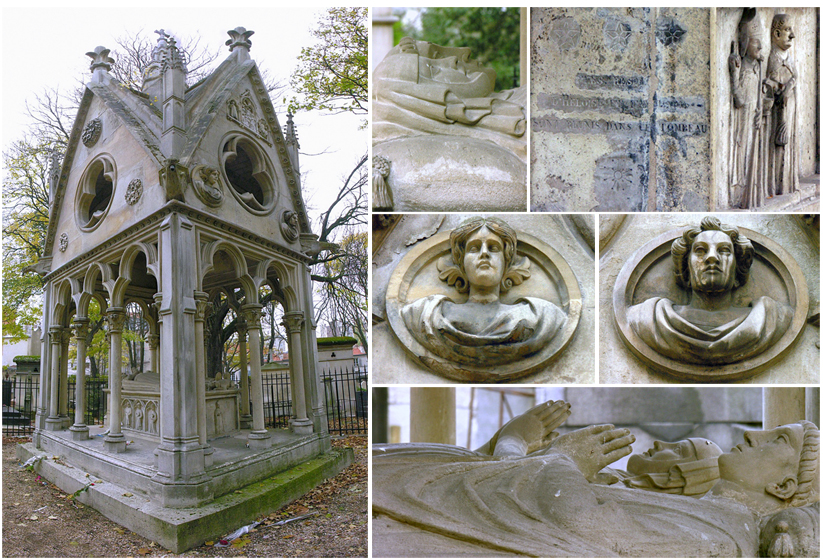
Túmulo de Abelardo e Heloísa

O local do sepulcro de Heloísa é incerto. Segundo os registos do cemitério de Père-Lachaise, os restos mortais dos dois amantes foram transferidos do Oratório no início do século XIX e reunidos na famosa cripta sobre os respetivos fundamentos.